# Шотт фон Шоттенштейн, Макс
Максимиллиан фрейхер Шотт фон Шоттенштейн (нем. Maximilian Freiherr Schott von Schottenstein; 22 ноября 1836, Ульм — 10 августа 1917) — немецкий генерал, вюртембергский политический деятель.

## Биография
Максимиллиан фрейхер Шотт фон Шоттенштейн учился в военной школе в Людвигсбурге и в баварской артиллерийской и инженерной школе в Мюнхене.
В 1862 году поступил в вюртембергский инженерный корпус, в 1866 году перешел в генеральный штаб, участвовал в походе 1870—1871 годов.
В 1896 году произведен в генералы от инфантерии.
В 1892 году назначен вюртембергским военным министром. В 1900 году, после выхода в отставку Германа фон Миттнахта, занял пост министра-президента, на котором продолжал умеренно-примирительную между разными партиями политику предшественника.
В 1901 году ему пришлось выступить свидетелем в грязном процессе о сводничестве, вследствие чего Шотт фон Шоттенштейн вынужден был уйти в отставку.